# Hecastus

Macropedius' Hecastus. Erste Ausgabe von Michael Hillen in Antwerpen 1539.

Der Hecastus ist das bekannteste Stück des neulateinischen Dramatikers Georgius Macropedius, eine Bearbeitung des Jedermann-Stoffes in der Tradition des englischen Everyman und des niederländischen Elckerlijc, vor allem aber des 1536 erschienenen Homulus von Christian Ischyrius (alias Christian Sterck).

## Handlung
Der reiche junge Mann Hecastus (nach Griechisch ἕκαστος "Jedermann"), ein ausgesprochener Hedonist und sündig bis ins Mark, wird darin urplötzlich mit dem Tode konfrontiert und sieht sich unvermittelt von allem verlassen, worauf sich sein bisheriges Leben gründete: Freunde, Verwandte und Reichtum. Keiner mag ihn auf seinem Weg vor Gottes Richterstuhl begleiten. Tugend und Glaube kämpfen gegen Teufel und Tod für sein Seelenheil. Schließlich wird er vom Priester Hieronymus auf den Weg des Glaubens zurückgeführt, so dass der Tod nur noch seinen Leib erhält, seine Seele sich jedoch in den Himmel aufschwingt.
So bleibt als Kernaussage des Stückes stehen, dass es zur Erlangung des Seelenheils nicht in erster Linie auf die Werke der Buße ankommt, sondern auf den Glauben an Jesus Christus, ja dass dieser sogar genügt – bei einem Stück aus der Feder eines katholischen Dichters durchaus bemerkenswert. Besonders in protestantischen Kreisen fand das Stück wegen dieses fabula docet viele Anhänger.
Auf die Kritik, die an der vermeintlich protestantischen Grundtendenz des Stückes geäußert wurde, reagierte Macropedius, indem er 1552 eine überarbeitete Fassung herausgab, worin er sich in einem neuen Vorwort einerseits zum Katholizismus bekannte und andererseits die schließliche Rettung der Titelfigur mit besonderen Umständen rechtfertigte: Da Hecastus im Angesicht des unmittelbar bevorstehenden Todes keine Zeit mehr für gute Werke habe, müsse in seinem Fall  der Glaube allein genügen.

## Nachwirkung
Der Hecastus errang nach seinem Erscheinen (Erstdruck 1539 in Antwerpen bei Michael Hillen) schnell große Popularität. Aufführungen sind aus mindestens fünfzehn Städten des deutschen Reiches nachgewiesen.
In den folgenden Jahren erschienen zahlreiche Nachdrucke und Übersetzungen. Bekannt sind Drucke aus Köln, Antwerpen, Basel, Dortmund, Utrecht, Frankfurt am Main und Straßburg. Eine deutsche Bearbeitung wurde 1549 von Hans Sachs veröffentlicht. Außerdem erschienen Übersetzungen ins Niederländische und ins Dänische, noch 1681 ins Schwedische.
Ebenfalls in dieser Tradition steht der Jedermann von Hugo von Hofmannsthal.